# 有明体操競技場
有明体操競技場（ありあけたいそうきょうぎじょう）は、東京都江東区有明に在った競技施設。2020年東京オリンピックの体操競技会場として2019年（令和元年）10月完成。第62回BCS賞受賞。
五輪後利用では、有明展示場（愛称: 有明GYM-EX〈有明ジメックス〉）として転用改修し、2023年（令和5年）5月に開業した。施設の運営は東京国際展示場を運営する東京ビッグサイトである。

## 概要
2020年東京オリンピックの体操（体操、新体操、トランポリン）およびパラリンピックではボッチャが行われた。
2019年（令和元年）10月25日に完成し、29日に報道関係者に公開された。組織委員会などが約205億円かけて整備した施設は、地上3階建て、建築面積2万1261平方メートル、延べ床面積3万9194平方メートル。東京五輪関連競技施設としては最大の木材使用量となる建物で、カラマツ、スギなど約2300立方メートルが使われた。車いす用135席を含む観客席は約1万2000席あり、同年11月28日より世界トランポリン競技選手権が開催された。
大会後、まちづくりの拠点として都が建物を引き取ることから、恒設に準じる仮設施設として建てられた。後利用の整備費は都が負担し、約1万平方メートルの展示場として10年程度運営される予定としている。
2022年（令和4年）8月に東京国際展示場を運営する東京ビッグサイトより有明体操競技場について有明展示場（愛称: 有明GYM-EX〈有明ジメックス〉）として施設の整備を実施し、運営に当たること及び敷地面積約36,500 m2、展示面積約9,400 m2、展示スペースの他に事務室と会議室を整備することが発表された。
2023年（令和5年）5月18日、施設が全面開業した。有明GYM-EXとしての開業後は主に展示会やEスポーツの大会に使用されている。

## ギャラリー
- 2018年8月撮影
鉄骨工事
- 2019年4月閲覧
内外装工事
- 2019年7月閲覧
同左
- 2019年8月閲覧
同左
- 2019年9月閲覧
同左

- 外観アップ（2019年11月撮影）
- 同左（2019年11月撮影）
- 同左（2019年11月撮影）
- 1階ロビー（2019年11月撮影）
- アリーナ（2019年11月撮影）